# 東ヌプカウシヌプリ
東ヌプカウシヌプリ（ひがしヌプカウシヌプリ）は、北海道河東郡鹿追町・上士幌町・士幌町にまたがる標高1,252 mの山である。 
然別火山群を構成する火山の一つで、溶岩ドームに分類される。山体は大雪山国立公園に指定されている。山と溪谷社による北海道百名山に選定されたことがあるが、新版では除外されている。
山名の語源はアイヌ語で「野原の上にいらっしゃる山」の意。山体の西隣には同じく溶岩ドームの西ヌプカウシヌプリがある。北方にある然別湖は、東ヌプカウシヌプリと西ヌプカウシヌプリが、ヤンベツ川の正面に成長したために形成された堰止湖である
登山口は、山体西麓の白樺峠にあり、登り1時間程度で登頂できる。山頂からは十勝平野が眺められる。また、登山道にはガレ場(岩塊斜面)が多くナキウサギの姿が見られる。このガレ場が多くの風穴をつくり出し、そこから出入りする空気が影響して、普通は2000ｍ級の高山に分布する高山植物が低標高な場所に育つという特異な環境ができている。

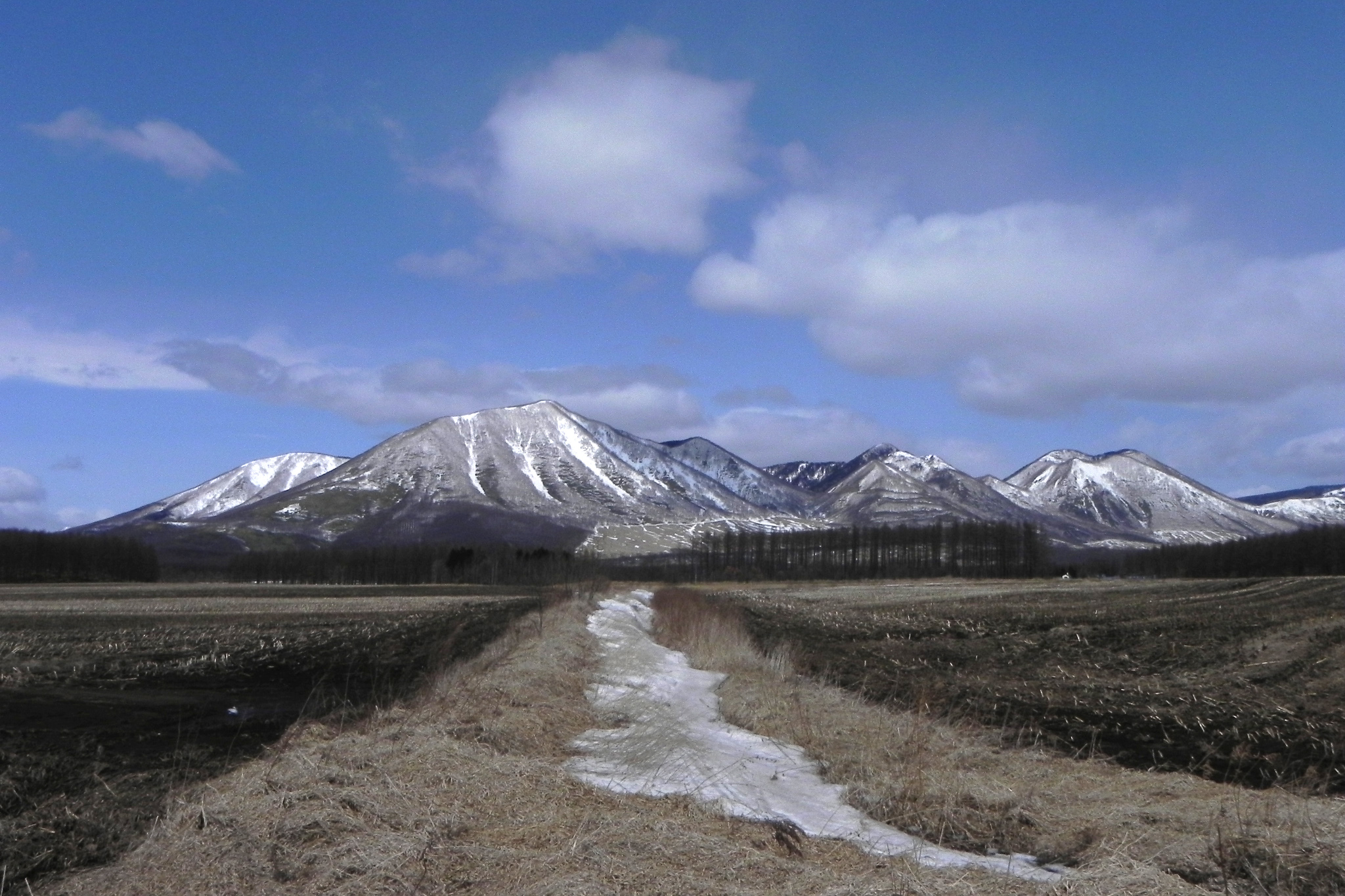
然別火山群の山々、中央左の大きな山体が東ヌプカウシヌプリ
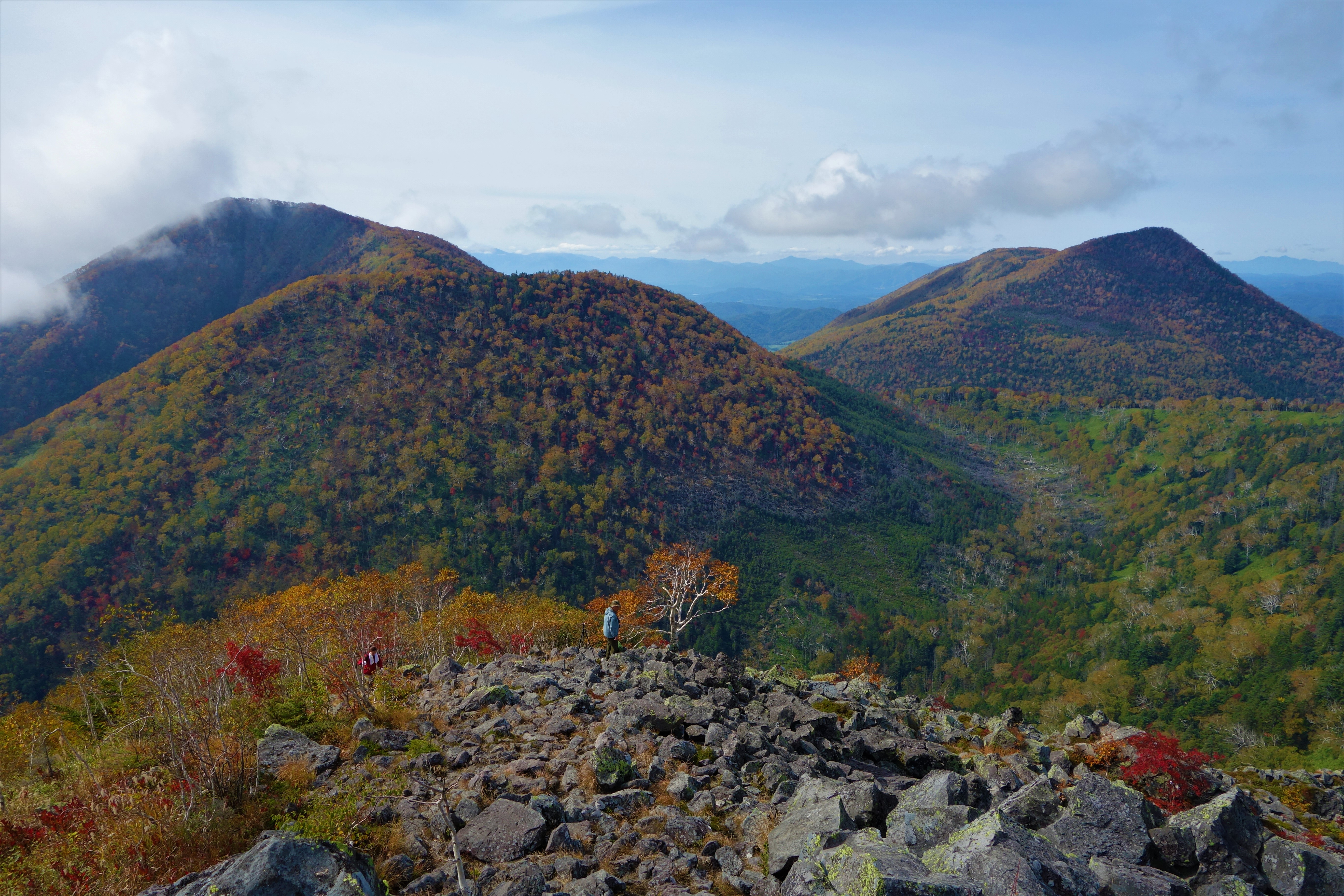
白雲山から東ヌプカウシヌプリと西ヌプカウシヌプリ